# Tony Sunboy
Tony Sunboy, de son vrai nom  Gilbert Nguita Noumessi, né le  24 septembre 1990, est un chanteur, auteur-compositeur-interprète camerounais. Il débute dans la musique en 2012 avec le single Wanda Girl mais se fait véritablement connaitre du public camerounais en 2016 avec le titre Femme Africaine ,. Il fut connu aussi sous le nom de scène Tony Sunshyne.

## Biographie

### Enfance et débuts
Tony Sunboy voit le jour le 24 septembre 1990 dans la ville de Mbouda dans la région de l'Ouest. Il debute la musique en 2012 avec le titre Wanda Girl. En 2013, il sort un maxi single intitulé Am Born this way sous le label Holy Company. Ce maxi comprend 4 titres, dont Wanda girl, Juste une amie, le soleil brille, elles veulent  et Am born this way.
En 2016, il signe son come-back avec le titre femme africaine, hommage à la femme camerounaise,,. La chanson est un extrait de son prochain album Awakening dont la sortie est annoncée pour 2017.  
En février 2017 avec la chanson Sophie, une reprise du grand classique de l'icône de la musique camerounaise Dina Bell qu'il accompagne sur scène à l'occasion du concert de célébration de ses 40 ans de carrière.

### Changement de nom de scène
Après plusieurs analyses, des plaintes de fans et des échanges sur Facebook avec l'artiste américain Tony Sunshine[réf. souhaitée], le label de l'artiste fait un appel aux fans sur Facebook, au début du mois de mai 2017, afin de choisir son nouveau nom de scène. À la suite de plusieurs jours de votes, le choix final fut porté sur Tony Sunboy. Son site internet a gardé néanmoins les deux appellations.

## Discographie

### ALBUM
- 2017: Awakening

### EP
- 2013: Am Born this way
- 2017: Versatile[15],[16]

### Singles
- 2012 : Wanda Girl
- 2013: Juste une amie
- 2015: Chimpate
- 2016: Femme africaine
- 2017 : Sophie
- 2017 : Mulele[17]